# フェアウェル さらば、哀しみのスパイ
『フェアウェル さらば、哀しみのスパイ』（フェアウェル さらば かなしみのスパイ、L'Affaire Farewell）は、2009年のフランスのスパイ映画。ソビエト連邦の崩壊のきっかけとなった「フェアウェル事件」を題材としている。原作（原案）はセルゲイ・コスティンの1997年の著書『Bonjour Farewell』。
タイトルにもなっている「フェアウェル」は主人公のコードネーム。

## 「フェアウェル事件」とは
1981年春〜1982年秋、ブレジネフ政権下のソ連で起こったKGB大佐ウラジミール・ベトロフによる、KGBの諜報活動に関する極秘情報の敵側諸国(フランス)への漏洩事件。
彼が提供した資料は、アメリカの詳細な国防情報や西側諸国に潜むソ連側スパイのリストを含む約4000通の文書と言われている。"フェアエル"とは、ベトロフが名乗ったコードネームで、「いざ、さらば」の意味。

## ストーリー
1981年のモスクワ。セルゲイ・グリゴリエフ大佐はKGBの幹部で、家族と共に裕福な暮らしを送っていた。だがそんな彼は祖国が衰退の一途を辿り、西側諸国に引き離されていることに危機感を持っていた。そこで彼は、フランス人家電メーカー技師のピエールを通じてフランスのスパイに接触を図り、情報を流して現体制打破を目指す。

## キャスト
- セルゲイ・グリゴリエフ大佐[2] - エミール・クストリッツァ： KGBの大物幹部。
- ピエール・フロマン - ギョーム・カネ： モスクワ駐在のフランス人の家電メーカーの技師。
- ジェシカ・フロマン - アレクサンドラ・マリア・ララ： ピエールの妻。
- ナターシャ - インゲボルガ・ダプコウナイテ： グリゴリエフ大佐の妻。
- チョーホフ - アレクセイ・ゴルブノフ： KGB高官。ナターシャの元恋人。
- フランソワ・ミッテラン - フィリップ・マニャン： フランス大統領
- ヴァリエ - ニエル・アレストリュプ： フランス国土監視局（DST）長官
- ロナルド・レーガン - フレッド・ウォード： アメリカ合衆国大統領
- ハットン - デヴィッド・ソウル： レーガン大統領側近。
- フィニー - ウィレム・デフォー： アメリカ合衆国中央情報局（CIA）長官
- ジョギングする女性 - ダイアン・クルーガー

## 製作
これまで撮影許可が下りなかったというエリゼ宮殿で撮影が行われた。